# Harro Miller

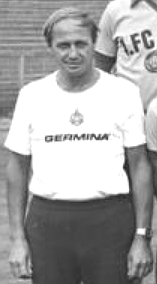
Harro Miller 1984 als Trainer des 1. FC Lok Leipzig

Harro Miller (* 22. April 1940 in Chemnitz) ist ein ehemaliger deutscher Fußballspieler und Trainer.

## Karriere als Spieler
Harro Miller begann seine Laufbahn in Chemnitz (1953 umbenannt in Karl-Marx-Stadt) bei der SG Gablenz. 1954 schloss er sich der BSG Motor West Karl-Marx-Stadt an und kam mit deren Fußballsektion 1958 zum SC Motor Karl-Marx-Stadt. Zwischen 1959 und 1963 war er für die Armeesportgemeinschaft Vorwärts Leipzig in der II. DDR-Liga und in der I. DDR-Liga (1962/63 mit 19 Spielen und 3 Toren) aktiv.
Zu Beginn der Saison 1963/64 kehrte Miller zum SC Karl-Marx-Stadt (inzwischen ohne den Zusatz „Motor“) zurück, dessen Fußballmannschaft seit einem Jahr in der DDR-Oberliga, der höchsten ostdeutschen Fußballklasse, spielte. Das erste Oberligaspiel absolvierte er am 4. Spieltag, dem 1. September 1963. In der Begegnung SC Leipzig – SC Karl-Marx-Stadt wurde er als rechter Läufer eingesetzt. Danach kam er erst wieder der 2. Saisonhälfte zum Einsatz, pendelnd zwischen Abwehr und Mittelfeld in acht weiteren Punktspielen. Nach seiner Premierensaison in der Oberliga wechselte Miller zum Oberligakonkurrenten BSG Wismut Aue. Dort wurde er in der Saison 1964/65 vom 5. Spieltag an in 13 Punktspielen hauptsächlich im Mittelfeld eingesetzt. In den beiden Spielzeiten 1965/66 und 1966/67 spielte er jeweils nur an zwei Spieltagen in der Oberliga. 1967/68 spielte Miller vom 10. Spieltag an in 12 Partien auf der Libero-Position. Dort wurde er in der Regel auch in seiner letzten Oberligasaison 1968/69 eingesetzt, in der er eigentlich mit 24 Punktspielen den Durchbruch zum Stammspieler geschafft hatte.
Nach 62 Einsätzen in der Oberliga (9 für den SC Karl-Marx-Stadt, 53 für Wismut Aue) wechselte Miller zur Saison 1969/70 zum zweitklassigen DDR-Ligisten BSG Stahl Eisenhüttenstadt, wo er 1973 seine Laufbahn als Fußballspieler beendete.

## Karriere als Trainer
Seine Laufbahn als Trainer begann der diplomierte Sportlehrer 1973 beim FC Vorwärts Frankfurt im Nachwuchs, dann als Assistent der Oberliga-Mannschaft. Mit dem Wechsel 1978 nach Leipzig zum Oberligisten 1. FC Lokomotive Leipzig begann seine mit Abstand erfolgreichste Zeit als Fußballtrainer. Schon 1979 wurde er dort „Verantwortlicher Oberligatrainer“ und behielt diese Position sechs Jahre lang. Er formte eine erfolgreiche Mannschaft, die 1982 und 1984 jeweils die Bronzemedaille in der DDR-Fußballmeisterschaft und 1981 den DDR-Fußballpokal gewann. Der 1. FC Lok absolvierte unter Millers Leitung insgesamt 20 Europapokalspiele und erreichte als bestes Ergebnis das Erreichen des Viertelfinales im Europapokal der Pokalsieger 1981/82. Erst dort schieden die Leipziger gegen den FC Barcelona mit 0:3 und 2:1 aus.
1985 übernahm Miller beim DDR-Fußballverband zusammen mit Wilfried Gröbner die Fußballolympiaauswahl der DDR, verpasste jedoch die Qualifikation zum Fußballturnier bei den Olympischen Spielen in Seoul. 1988/89 war er für eine Saison Trainer beim DDR-Ligisten Vorwärts Dessau. In den Jahren 1989 und 1990 arbeitete Miller beim Wissenschaftlichen Zentrum Leipzig.
Nach der deutschen Wiedervereinigung 1990 bekam Miller nur noch Angebote von unterklassigen Vereinen. Zuletzt war er beim VfL Halle 1896 (1995–1997, Oberliga), FC Anhalt Dessau (1998–2000, Oberliga), ATSV Wurzen (2000/01, Landesliga) und SSV Markranstädt (2005/06, Oberliga) tätig.